# 하이코 젭킨

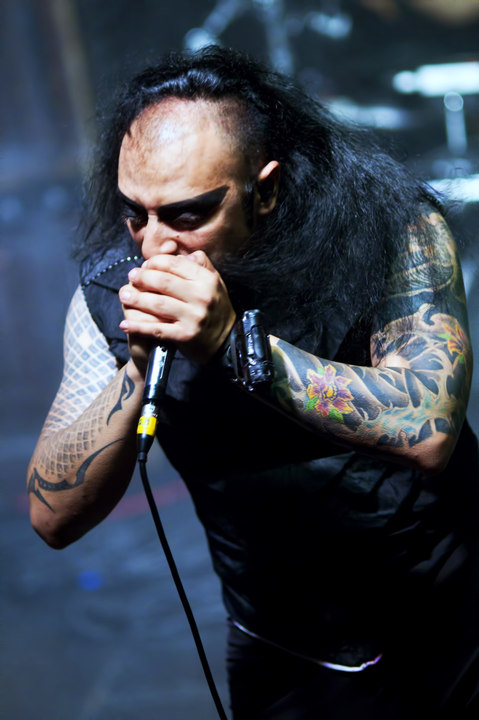

하이코 젭킨(Hayko Cepkin, 1978년 3월 11일~ )은 터키 이스탄불 출신의 아르메니아계 터키인 뮤지션・피아니스트이다. 얼터너티브 록부터 아름다운 선율적 곡까지 폭넓게 작곡하는 개성적인 음악인으로 알려져 있다.

## 음반 목록
앨범
- 2005: Sakin Olmam Lazım
- 2007: Tanışma Bitti
- 2010: Sandık
- 2012: Aşkın Izdırabını...
- 2016: Beni Büyüten Şarkılar Vol.1
- 2020: Karantina Günlüğü (with Burak Malçok)

EPs
- 2019: Kabul Olur / Dans Et

Singles
- 2018: "Azad" (with Cem Durmazel)
- 2020: "Hayvaaağ1n"